# Flesberg
Flesberg is een gemeente in de Noorse provincie Buskerud. De gemeente telde 2698 inwoners in januari 2017.

## Plaatsen in de gemeente
- Austskogen
- Lampeland
- Landegrenda
- Ligrenda
- Lyngdal
- Nordskogen
- Stuvstadgrenda
- Svene

Ål · Drammen · Flå · Flesberg · Gol · Hemsedal · Hol · Hole · Kongsberg · Krødsherad · Lier · Modum · Nesbyen · Nore og Uvdal · Øvre Eiker · Ringerike · Rollag · Sigdal

Voormalige gemeente: Hurum · Nedre Eiker · Røyken